# Kazimierz Łyszczyński
Kazimierz Łyszczyński (sau Casimir Liszinski, n. 4 martie 1634, Łyszczyce (azi în Belarus) - d. 30 martie 1689, Varșovia) a fost un nobil, militar și filozof polonez.
A intrat în istorie pentru faptul că a fost arestat, torturat și executat pentru vederile sale ateiste, concepții pe care le-a expus în celebra sa lucrare De non existentia Dei („Asupra inexistenței lui Dumnezeu”).
Procesul juridic a stârnit controverse și a fost considerat un caz de crimă religioasă.
1. 1 2 3  Urzędnicy Wielkiego Księstwa Litewskiego. Spisy, t. VIII, Ziemia brzeska i województwo brzeskie XIV‒XVIII wiek, p. 143
2. ↑  Urzędnicy podlascy XIV―XVIII wieku: spisy[*], p. 117 Verificați valoarea |titlelink= (ajutor)